# Soeplepel

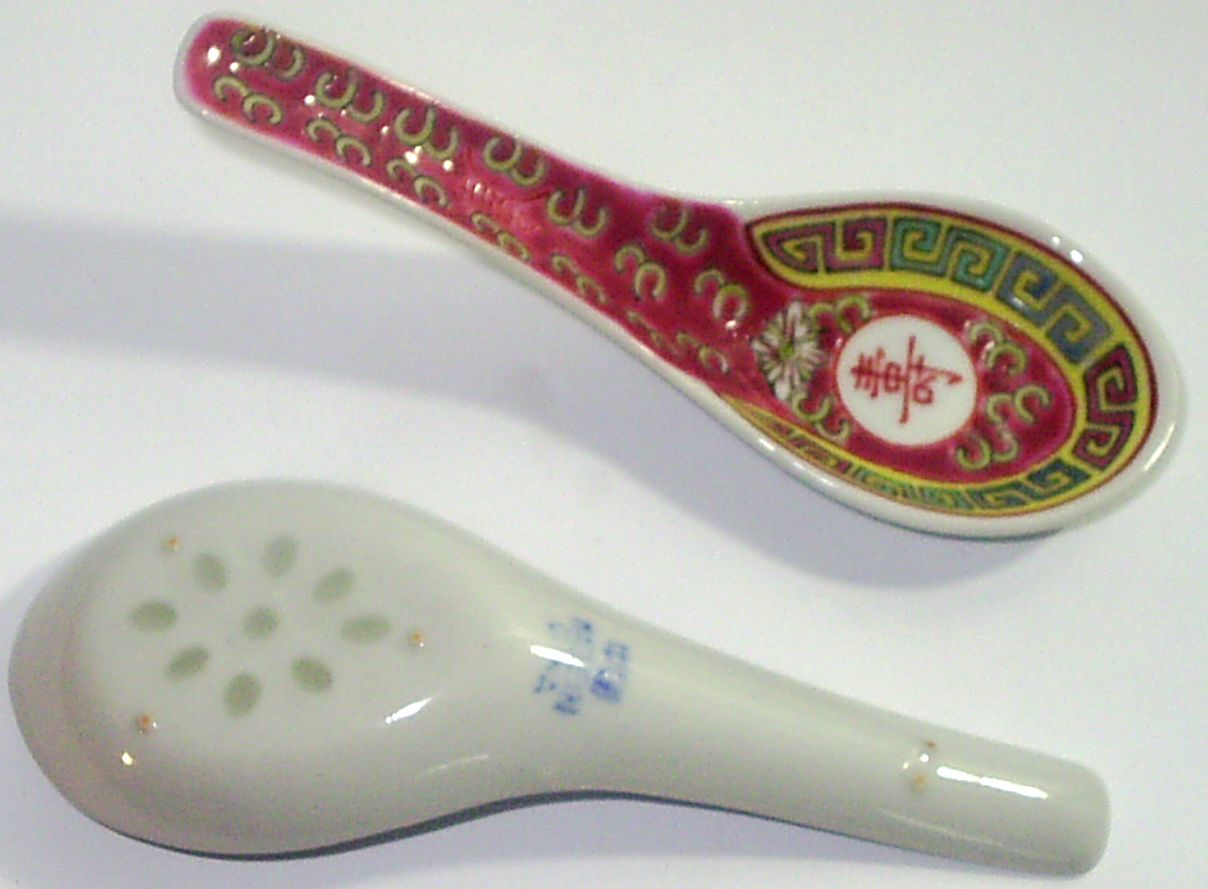
Chinese porseleinen lepels

Een soeplepel wordt gebruikt bij het eten van soep. Een ander type soeplepel wordt gebruikt als opscheplepel van soep. De grootte van die lepel is ongeveer 150 ml, die van een soeplepel als eetlepel 15 ml

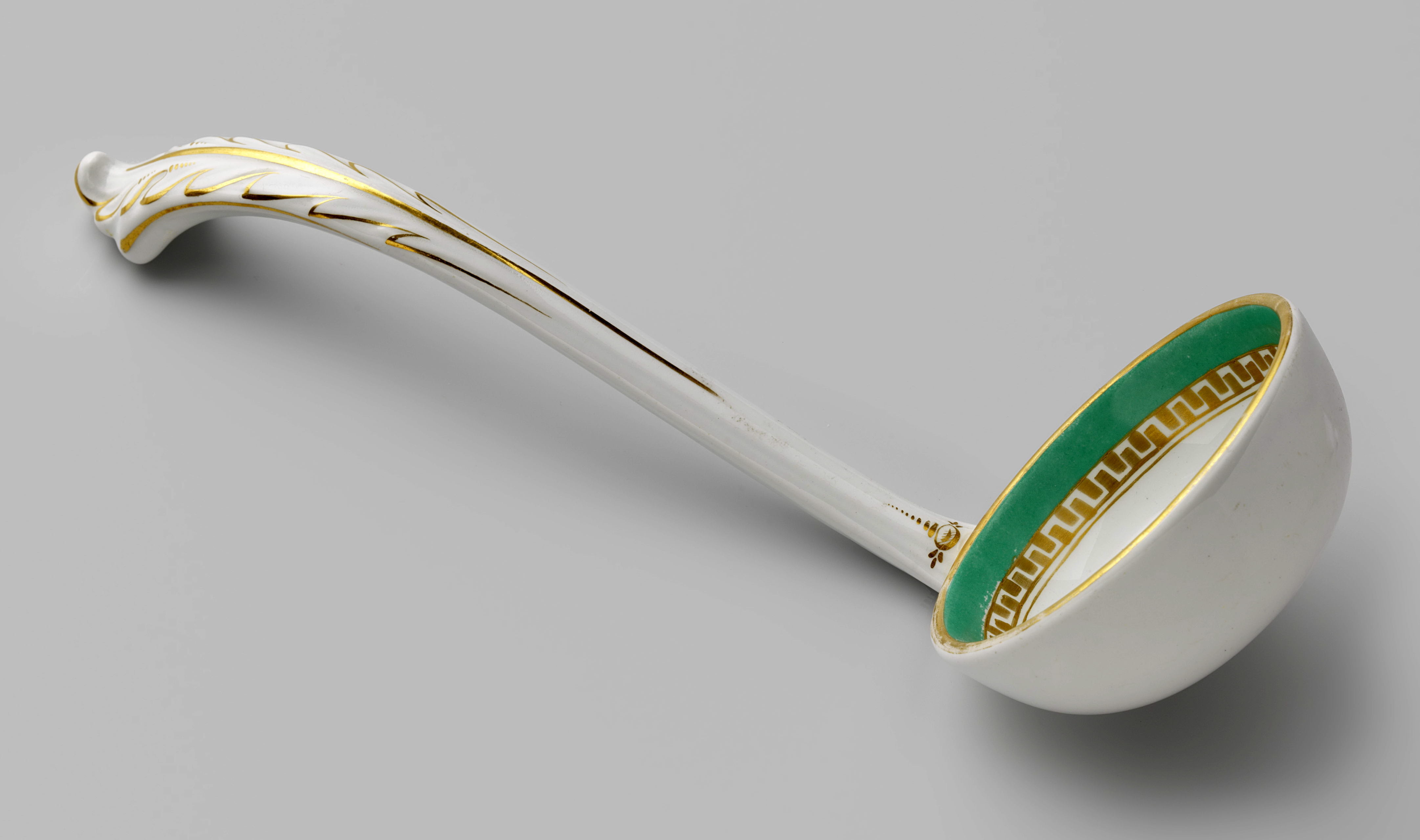
Een soeplepel van keramiek van Petrus Regout & Co.

Het idee om een soeplepel te gebruiken ontstond in de 18e eeuw, toen kommen erg van grootte varieerden. Deze waren diep, ondiep, ovaal, smal, breed of vierkant met afgeronde hoeken.
Moderne soeplepels zijn meestal van staal. Ze zijn er ook nog steeds (al sinds de 19e eeuw) van zilver. Vroeger waren deze ook van steen, hoorn en hout.
Soeplepels horen aan de rechterkant van het bord te liggen waarop de soepkom staat. Bij meerdere lepels tegelijk worden de lepels van groot naar klein (uiterst rechts) gelegd.
Na het eten van de soep is het gebruikelijk, wanneer men genoten heeft van de soep, om de lepel met de holle kant naar beneden op het servet te leggen. Wanneer men de soep niet lekker vond wordt de lepel met de holle kant omhoog gelegd wat ook als onbeleefd kan worden beschouwd.
Een goede soeplepel is groot genoeg om de mond te vervormen als hij naar binnen geschoven wordt, zodat de mond zich weer perfect om de lepel heen sluit.
dessertlepel · eierlepel · eetlepel ·  groentelepel · ijslepel · juslepel · maatlepel · opscheplepel · pollepel · soeplepel · theelepel